# 1626 au théâtre
| Années du théâtre : 1623 - 1624 - 1625 - 1626 - 1627 - 1628 - 1629    |
| Décennies du théâtre : 1590 - 1600 - 1610 - 1620 - 1630 - 1640 - 1650 |

## Pièces de théâtre publiées
- Seconde édition de la comédie Englishmen for My Money, or A Woman Will Have Her Will de William Haughton, Londres, John Norton.

## Pièces de théâtre représentées
- octobre-novembre : La Sylvie, tragi-comédie pastorale de Jean Mairet, à l'hôtel de Bourgogne à Paris[1].

## Naissances
- janvier : Robert Howard, homme politique anglais et dramaturge, mort le 3 septembre 1698.

- 27 décembre (baptême) : John Wilson, juriste, poète et dramaturge anglais, mort vers 1695.
- Date précise non connue :
  - Philibert Gassot, dit Du Croisy, acteur français, membre de la troupe de Molière, sociétaire de la Comédie-Française, mort  le 3 mai 1695.
  - François Le Noir, dit La Thorillière, acteur français, membre de la troupe de Molière, mort le 27 juillet 1680.

## Décès
- 26 février : Cyril Tourneur, dramaturge anglais, né en 1575.
- février : William Rowley, acteur et dramaturge anglais, né vers 1585.
- 25 septembre : Théophile de Viau, poète et dramaturge français, né entre mars et mai 1590.
- septembre : Jan Janszoon Starter, poète et dramaturge des Pays-Bas septentrionaux, né en 1593 ou 1594.
- 25 novembre : Edward Alleyn, acteur et entrepreneur de théâtre anglais, né le 1er septembre 1566.
- 29 novembre : Antoine Girard, dit Tabarin, magicien-prestidigitateur et comédien français du théâtre de la foire, né en 1584.
- Vers 1626 : 
  - Jean Yeuwain, homme de lettres des Pays-Bas espagnols, auteur d'Hippolyte, tragédie tournée de Sénèque, né vers 1566.